# كويتمان (مسيسيبي)
كويتمان (بالإنجليزية: Quitman, Mississippi)‏ هي مدينة تقع في الولايات المتحدة في Clarke County. يقدر عدد سكانها بـ 2,463 نسمة ومساحتها 15.3 كم2 وترتفع عن سطح البحر 70 متر.

## التركيبة السكانية
حدّد مكتب تعداد الولايات المتحدة بيانات التركيبة السكانية لكويتمان في تعداد الولايات المتحدة. في ما يلي، التركيبة السكانية حسب تعدادي 2000 و2010.

### تعداد عام 2000
بلغ عدد سكان كويتمان 2,463 نسمة بحسب تعداد عام 2000، وبلغ عدد الأسر 975 أسرة وعدد العائلات 675 عائلة مقيمة في المدينة. في حين سجلت الكثافة السكانية 161.1 نسمة لكل كيلومتر مربع (417.2/ميل2). وبلغ عدد الوحدات السكنية 1,097 وحدة بمتوسط كثافة قدره 71.7 لكل كيلومتر مربع (185.7/ميل2).
وتوزع التركيب العرقي للمدينة بنسبة 66.26% من البيض و33.25% من الأمريكيين الأفارقة و0.08% من الأمريكيين الأصليين و0.04% من الأمريكيين ذوي الأصول الآسيوية و0.08% من الأعراق الأخرى و0.28% من عرقين مختلطين أو أكثر و0.41% من الهسبانيون أو اللاتينيون من أي عرق.
بلغ عدد الأسر 975 أسرة كانت نسبة 32.7% منها لديها أطفال تحت سن الثامنة عشر تعيش معهم، وبلغت نسبة الأزواج القاطنين مع بعضهم البعض 47.9% من أصل المجموع الكلي للأسر، ونسبة 19% من الأسر كان لديها معيلات من الإناث دون وجود شريك،  بينما كانت نسبة 2.4% من الأسر لديها معيلون من الذكور دون وجود شريكة وكانت نسبة 30.8% من غير العائلات. تألفت نسبة 28.6% من أصل جميع الأسر من عدة أفراد يعيشون في نفس المنزل ونسبة 12.3% كانت تتألف من شخص يعيش بمفرده يبلغ من العمر 65 عاماً أو أكثر. وبلغ متوسط حجم الأسرة المعيشية 2.37، أما متوسط حجم العائلات فبلغ 2.87.
بلغ العمر الوسطي للسكان 41.1 عاماً. وكانت نسبة 24.3% من القاطنين تحت سن الثامنة عشر، وكانت نسبة 7.8% بين الثامنة عشر والرابعة والعشرين عاماً، ونسبة 22.7% كانت واقعةً في الفئة العمرية ما بين الخامسة والعشرين والرابعة والأربعين عاماً، ونسبة 21.9% كانت ما بين الخامسة والأربعين والرابعة والستين، ونسبة 17% كانت ضمن فئة الخامسة والستين عاماً فما فوق. يوجد لكل 100 أنثى 85.8 ذكر، ويوجد لكل 100 أنثى في الثامنة عشر من عمرها فما فوق 81.3 ذكر.
بلغ متوسط دخل الأسرة في المدينة 30,469 دولارًا، أما متوسط دخل العائلة فبلغ 38,311 دولارًا. وكان متوسط دخل الذكور 28,250 دولارًا مقابل 21,833 دولارًا للإناث. وسجل دخل الفرد الخاص بالمدينة 14,789 دولارًا. وكانت نسبة 16.9% من العائلات ونسبة 23.3% من السكان تحت خط الفقر، وكان من هؤلاء نسبة 41.2% تحت سن الثامنة عشر ونسبة 9.7% في الخامسة والستين من العمر وما فوق.

### تعداد عام 2010
بلغ عدد سكان كويتمان 2,323 نسمة بحسب تعداد عام 2010، وبلغ عدد الأسر 954 أسرة وعدد العائلات 661 عائلة مقيمة في المدينة. في حين سجلت الكثافة السكانية 151.9 نسمة لكل كيلومتر مربع (393.4/ميل2). وبلغ عدد الوحدات السكنية 1,065 وحدة بمتوسط كثافة قدره 69.7 لكل كيلومتر مربع (180.5/ميل2).
وتوزع التركيب العرقي للمدينة بنسبة 57.30% من البيض و40.55% من الأمريكيين الأفارقة و0.69% من الأمريكيين الأصليين و0.34% من الأمريكيين ذوي الأصول الآسيوية و0.52% من الأعراق الأخرى و0.60% من عرقين مختلطين أو أكثر و0.95% من الهسبانيون أو اللاتينيون من أي عرق.
بلغ عدد الأسر 954 أسرة كانت نسبة 32.1% منها لديها أطفال تحت سن الثامنة عشر تعيش معهم، وبلغت نسبة الأزواج القاطنين مع بعضهم البعض 43.9% من أصل المجموع الكلي للأسر، ونسبة 22.6% من الأسر كان لديها معيلات من الإناث دون وجود شريك،  بينما كانت نسبة 2.7% من الأسر لديها معيلون من الذكور دون وجود شريكة وكانت نسبة 30.7% من غير العائلات. تألفت نسبة 28.5% من أصل جميع الأسر من عدة أفراد يعيشون في نفس المنزل ونسبة 13.3% كانت تتألف من شخص يعيش بمفرده يبلغ من العمر 65 عاماً أو أكثر. وبلغ متوسط حجم الأسرة المعيشية 2.38، أما متوسط حجم العائلات فبلغ 2.90.
بلغ العمر الوسطي للسكان 41.1 عاماً. وكانت نسبة 24.9% من القاطنين تحت سن الثامنة عشر، وكانت نسبة 9% بين الثامنة عشر والرابعة والعشرين عاماً، ونسبة 19.8% كانت واقعةً في الفئة العمرية ما بين الخامسة والعشرين والرابعة والأربعين عاماً، ونسبة 26.4% كانت ما بين الخامسة والأربعين والرابعة والستين، ونسبة 19.8% كانت ضمن فئة الخامسة والستين عاماً فما فوق. وتوزع التركيب الجنسي للسكان بنسبة 46% ذكور و54% إناث.

## أعلام
- أوسكار دبليو. غيليسبي
- أنطونيو مكديس
- أندي بلاكني